# Clarence Ford
Clarence Ford (* 19. Dezember 1929 in New Orleans; † 9. August 1994 ebenda) war ein US-amerikanischer Jazz- und R&B-Musiker (Saxophone, Klarinette).

## Leben und Wirken
Ford war Schüler des Jazzmusikers Martin Gabriel, mit dem er verwandt war; 1945 begann er seine Karriere in der Eureka Brass Band und spielte bald auch bei Wallace Davenports Be-Bop Jockeys und in verschiedenen New-Orleans-Jazz-Bands. Er arbeitete in den 1950er Jahren im Lloyd Lambert Orchestra und mit Little Richard, auf dessen Debütalbum Here’s Little Richard (1957) Ford Baritonsaxophon spielte. Von 1954 bis 1970 war er Mitglied der Begleitband von Fats Domino, die er nach einem schweren Autounfall verließ. Er kehrte darauf nach New Orleans zurück, wo er als Sessionmusiker arbeitete.
Im Laufe seiner Karriere arbeitete Ford außerdem mit Alvin Alcorn und nahm unter anderem mit Guitar Slim, Art Neville, Roosevelt Sykes, Frankie Ford, Professor Longhair, Lillian Boutté, Joe Tex und LaBelle auf. Er starb nach einem Auftritt im Marriott Hotel an einem Herzinfarkt.
Clarence Ford ist Vater des Musikers und Produzenten Louis Ford.